# ロドリゴ・マルタ
ロドリゴ・マルタ（Rodrigo Marta、1999年11月18日 - ）は、プロD2、USコロミエに所属するラグビーユニオン選手。

## プロフィール
- ポルトガル出身[1]。
- ポジションはウィング(WTB)、センター(CTB)。
- 身長 185cm、体重 90kg
- U20ポルトガル代表に選ばれたことがある[2]。
- 7人制ポルトガル代表に選ばれたことがある。
- ポルトガル代表キャップは39（2025年1月現在）でラグビーワールドカップ2023のポルトガル代表に選ばれた[3]。

## 略歴
C.F.ベレネンセス、ルシタノスXV、USダクスを経て、2023年、USコロミエに加入。